# Matteo Bonello
Matteo Bonnel (o Bonello) (in latino Mattheus Bonellus (o Bonnellus); 1125/1130 – Palermo, 1161) è stato un nobile normanno.

## La rivolta di Bonello

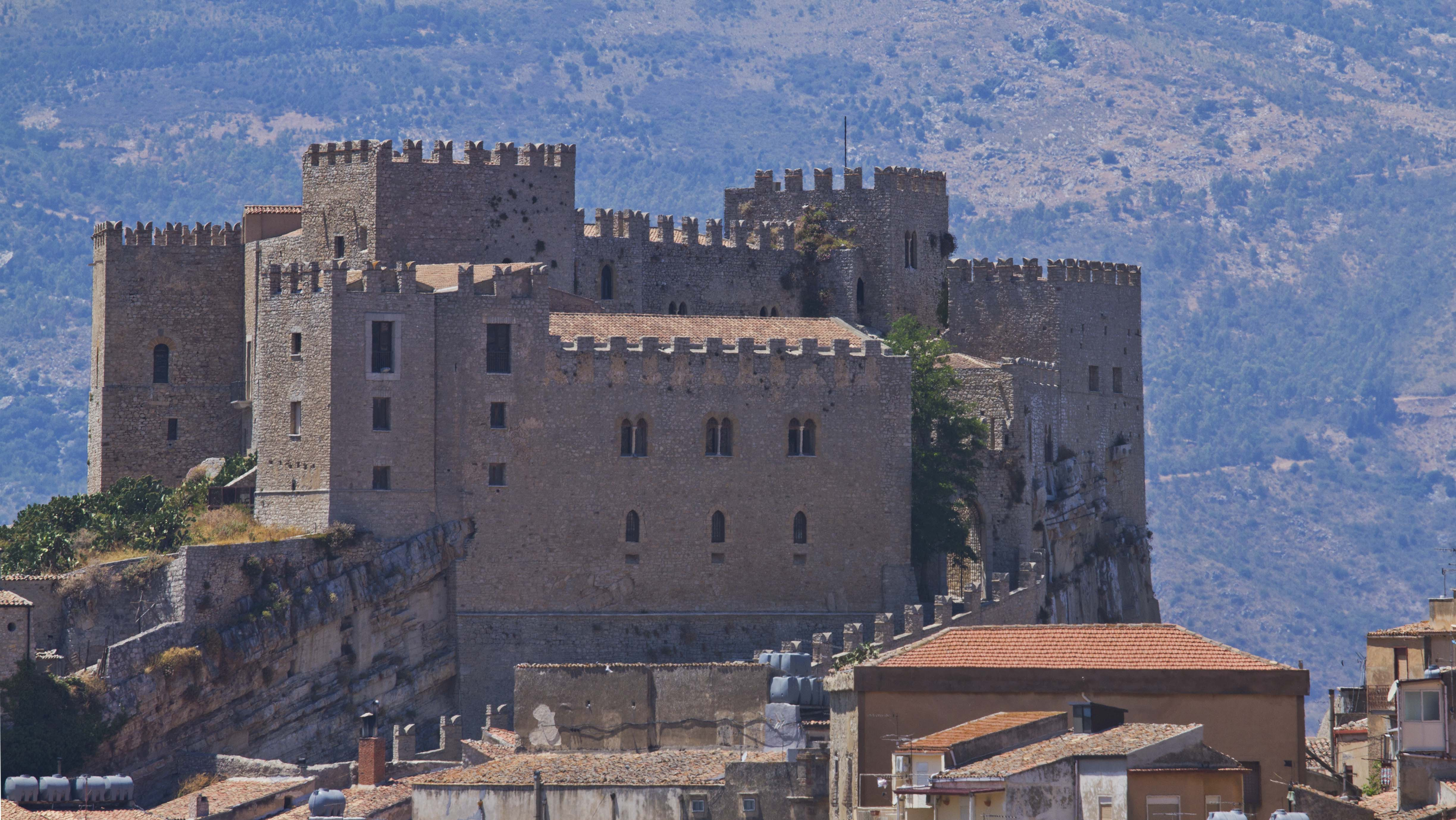
Castello di Caccamo

La storia narra che Bonello, signore di Caccamo, fedele inizialmente alla corte normanna di Palermo, fu inviato in Calabria come ambasciatore del re Guglielmo I, per cercare una soluzione diplomatica alle controversie con la nobiltà locale. Durante la missione avrebbe cambiato orientamento e, voltando le spalle agli Altavilla, si sarebbe messo a capo di una rivolta cui prese parte la nobiltà calabrese e quella pugliese.

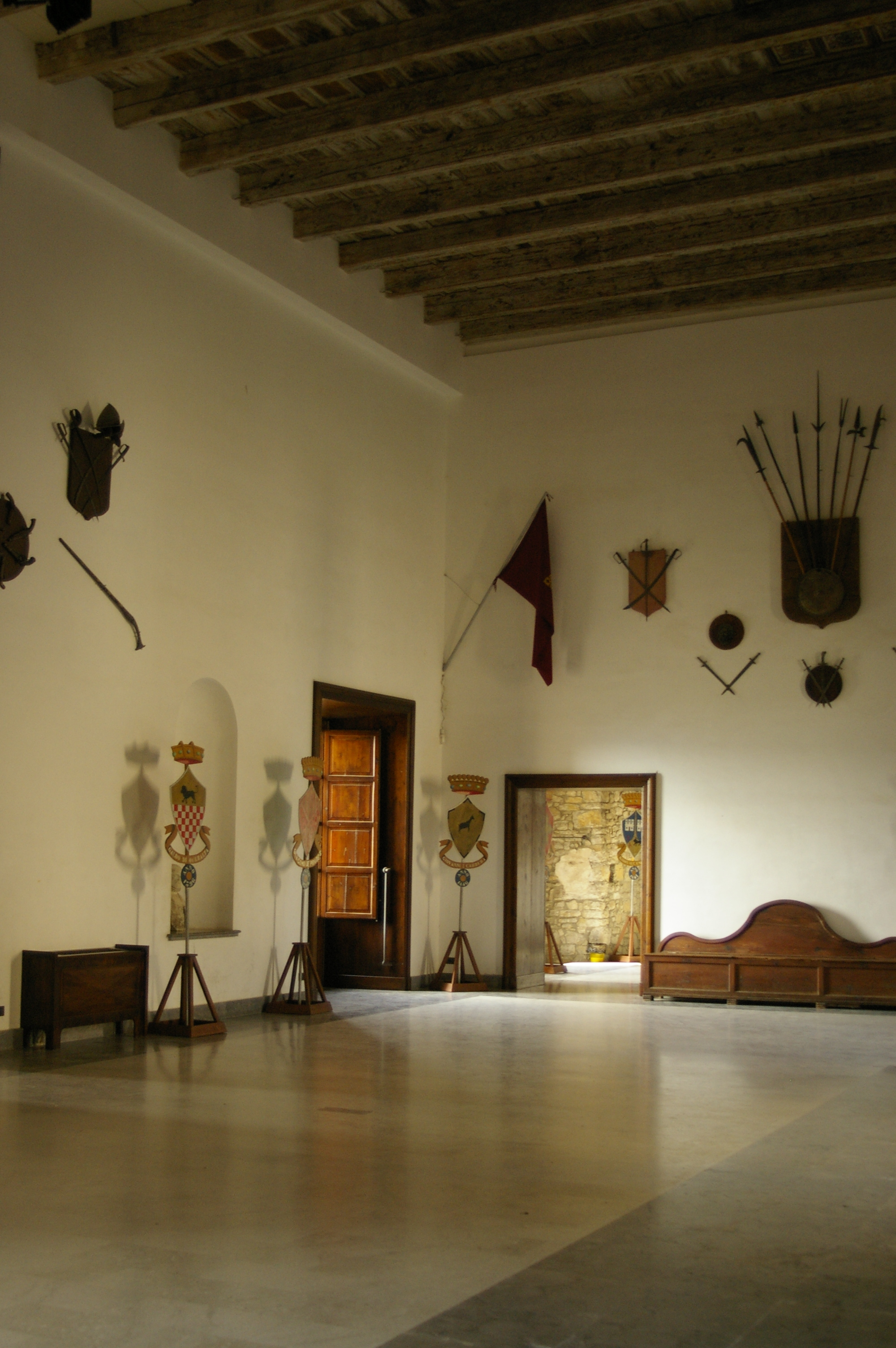
Sala della Congiura, Castello di Caccamo

Di sicuro Bonello aveva particolarmente in odio l'ammiraglio (Amirus Amirati) del regno Maione da Bari, già emiro degli emiri, i vicari del re e gli emiri di origine araba. Comunque poté godere in Sicilia dell'appoggio anche di diversi nobili alla corte, ma soprattutto della benevolenza popolare, perché la corte era oramai considerata ostile ed era diventata invisa a larghe fasce della popolazione.
Il 10 novembre del 1160 a Palermo, Bonello, nottetempo tese un'imboscata a Maione da Bari insieme ai suoi uomini, assassinandolo fra il giubilo dei popolani che non ebbero alcun ritegno nel profanare il cadavere, prendendolo a calci e sputi, strappandogli capelli e barba e trascinandolo lungo le strade. Una tradizione popolare vuole che Maione fosse stato ucciso lungo la Via Coperta, davanti al palazzo arcivescovile, dove ancora oggi sul portone d'ingresso si troverebbe inchiodata l'elsa della spada del Bonello (in realtà l'elsa della spada, risalente ad alcuni secoli dopo, sarebbe lì solo per ricordare al popolo il diritto del vescovo a giudicare penalmente i misfatti avvenuti nei propri territori).
Il re Guglielmo fu costretto, per placare la rivolta a dichiarare che non avrebbe arrestato Bonello, affidando il governo al normanno Enrico Aristippo, arcidiacono di Catania, scienziato di fama, traduttore e autore di importanti opere.
Uccidendo l'ammiraglio Maione, il Bonello si era però inimicato una parte influente della corte normanna. Ritiratosi sollecitamente nel suo castello di Caccamo, Bonello, e riuniti nel marzo del 1161 alcuni potenti signori feudali del regno, organizzò in gran segreto una congiura contro lo stesso Guglielmo. La sala del castello da allora è tradizionalmente detta della «Congiura». Re Guglielmo fu catturato il 9 marzo 1161, mentre dava udienza con Aristippo nel salone della Torre Pisana, fu imprigionato e dichiarato decaduto, mentre veniva proclamato re al suo posto il figlio Ruggero, di appena 9 anni.
La rivolta tuttavia si trasformò in una violenta sommossa incontrollata. Vennero uccisi diversi membri della corte e fu avviata una caccia ai musulmani, che, considerati usurpatori, vennero massacrati a decine. I palazzi reali vennero saccheggiati e dati alle fiamme con la distruzione di un insostituibile patrimonio librario (fu persa l'edizione in latino del Kitāb Rujār) e artistico (fra tutti si ricorderanno il planisfero d'argento e la sfera armillare realizzati dal grande geografo arabo Idrisi per conto di Ruggero II, quasi certamente fatti a pezzi e fusi), oltre alle preziosissime porcellane. Furono inoltre bruciati gli atti conservati negli archivi e i registri del catasto, probabilmente per precisi interessi personali di chi aveva usurpato beni immobili e fondi. 
L'harem fu violato e le donne violentate, mentre gli eunuchi - che assolvevano a corte gli incarichi amministrativi più importanti - venivano sodomizzati e uccisi. La particolare ferocia della rivolta baronale - che colpì tra l'altro il noto poeta Yahya ibn al-Tifashi - indusse al-Idrisi ad abbandonare per sempre la Sicilia alla volta del Nordafrica, dove morì sei anni più tardi.
La congiura prevedeva la conquista di Palermo, ma Bonello, per motivi non chiari, non mosse le proprie truppe. Questo gli costò la perdita del controllo dell'insurrezione e gli uomini leali al Re (tra cui gli arcivescovi Romualdo di Salerno e Roberto di Messina e i vescovi Tristano di Mazara e Riccardo Palmer, designato quest'ultimo alla diocesi di Siracusa), riuscirono l'11 marzo a far liberare Guglielmo I dalla volubile folla palermitana che abbandonò i congiurati, subdolamente accusati di precisi interessi personali nella congiura realizzata. Una tragedia però colpì il Re mentre recuperava la sua libertà e la corona. Nelle fasi finali dell'assalto al palazzo una freccia all'occhio feriva a morte il piccolo Ruggero che, di lì a poco, sarebbe morto tra le braccia del disperato padre.
Apparentemente perdonato dal re (il grosso delle cui truppe era a Messina), Bonello fu invece fatto arrestare pochi giorni dopo nella reggia in cui era stato convocato da re Guglielmo, imbaldanzito dal fatto che l'esercito regio era ormai sbarcato a Palermo. Bonello fu portato in una robusta fortezza adiacente al palazzo reale, e lì gettato nei sotterranei dove, accecato e reso storpio per il taglio dei tendini, morì pochi giorni dopo.

## Curiosità
Nel luogo in cui fu ucciso Maione da Bari, a Palermo, si trova una spada appesa ad un portone, che la leggenda attribuisce proprio a Matteo Bonello. In realtà si tratta di un falso storico, in quanto l'elsa della spada è del tipo "a vela", caratteristica del periodo non precedente al XVI secolo.
Leggenda vuole che nel castello di Caccamo, fatto erigere proprio da Matteo Bonello, si aggiri ancora nottetempo il fantasma del nobile normanno, con la spada in una mano e la mentula eretta nell’altra. L’incauta visitatrice che si attardasse o smarrisse nelle sale del suddetto castello, dopo il calar del sole rischierebbe di essere sodomizzata dal dardo furioso del fantasma di Bonello, bramoso di continuare a godere i piaceri negatigli dalla morte prematura, ma timoroso di deflorare una donna promessa sposa e quindi proteso soltanto a penetrarne il secondo canale.